# Edvige di Formbach
Edvige di Formbach, in tedesco Hedwig, (1058 circa – 1090 circa) era la figlia di Federico, conte di Formbach e di Gertrude di Haldensleben ed erede del castello di Süpplingenburg. Fu la madre dell'imperatore Lotario II.

## Matrimoni
Il primo marito di Edvige fu Gebeardo di Supplimburgo. Secondo la Sächsische Weltchronik, Gebardo dovette vincere la resistenza dei suoi rivali, i conti di Goseck, parenti dell'arcivescovo Adalberto di Brema, che cercarono di far annullare il matrimonio. Dopo la morte di Gebeardo nel giugno 1075 nella battaglia di Langensalza, Edvige sposò Teodorico II, duca di Lorena, divenendo sua prima moglie). 

## Figli
Con Gebardo, Edvige ebbe due figli: 
- Lotario II, duca di Sassonia, re dei Romani e imperatore.
- Ida († 1138), che sposò Sigeardo IX († 1104), conte di Tengling, Sciala e Burghausen[1].

Con Teodorico, Edvige ebbe: 
- Simone I (1076 - 1138), succeduto a Teodorico come duca di Lorena, e che sposò Adelaide di Lovanio († 1158), figlia della matrigna Gertrude e di Enrico III, conte di Lovanio.
- Gertrude (che in seguito cambiò il suo nome in Petronilla) († 1144), che sposò Fiorenzo II d'Olanda.